# Etorofus circaocularis
Etorofus circaocularis là một loài bọ cánh cứng trong họ Cerambycidae.